# Hohenfinow
Hohenfinow is een gemeente in de Duitse deelstaat Brandenburg, en maakt deel uit van het Landkreis Barnim.
Hohenfinow telt 537 inwoners.

## Geboren
- Theobald von Bethmann Hollweg (1856-1921), rijkskanselier van Duitsland (1909-1917)